# Modra frnikola
»Modra frnikola« (izvirno angleško »The Blue Marble«) je znamenita fotografija Zemlje, ki jo je posnela posadka vesoljske odprave Apollo 17 7. decembra 1972 na razdalji približno 45.000 km. Je ena najbolj razširjenih fotografskih slik. Zemlja ima na sliki obliko otroške steklene frnikole in od tod izvira tudi ime slike.
Ob izstrelitvi Apolla 17 (12:33 EST) je bil v Afriki dan. Ker se je bližal zimski Sončev obrat, je bila osvetljena tudi Antarktika.
Fotografija je bila posneta okoli 5:39 EST (10:39 UTC), približno 5 ur in 6 minut po izstrelitvi, ter približno 1 uro in 48 minut potem, ko je plovilo zapustilo Zemljino parkirno tirnico, in se napotilo proti Luni. Slika ima uradno oznako AS17-148-22727.
Fotograf je uporabljal 70-mm fotografski aparat Hasselblad z 80-mm objektivom. NASA pripisuje zasluge celotni posadki Apolla 17: Eugeneu Andrewu Cernanu, Ronaldu Ellwinu Evansu mlajšemu in Harrisonu Haganu »Jacku« Schmittu. Vsi člani posadke so slikali s Hasselbladovimi aparati na krovu. Schmitt je kasneje trdil, da je sliko posnel on.